# Johann Eberhard Busmann
Johann Eberhard Busmann, né à Verden le 26 février 1644 et mort à Helmstadt le 18 mai 1692 , est un théologien luthérien allemand.

## Biographie
Né à Verden le 26 février 1644, il étudia les langues orientales à Hambourg, sous Esdras Edzard et Aegidius Gutbier, voyagea en Angleterre, en Hollande et en France, fut nommé professeur de langues orientales à Helmstadt, et, en 1678, professeur de théologie. Il y mourut le 18 mai 1692.

## Œuvres
Les principaux de ses ouvrages sont : 1° De Scheol Hebræorum ; 2° De Antiquis Hebræorum Litteris ab Esdra in Assyriacas mutatis. Il a été aussi l’éditeur de l’ouvrage de Baldassare Bonifacio, intitulé : Excerpta de historiæ romanæ Scriptoribus.